# Sympetrum baccha
Sympetrum baccha är en trollsländeart. Sympetrum baccha ingår i släktet ängstrollsländor, och familjen segeltrollsländor.

## Underarter
Arten delas in i följande underarter:
- S. b. baccha
- S. b. matutinum